# Nervenkitzel
Der in der Umgangssprache und in verschiedenen Fachsprachen wie etwa dem Sport, der Verhaltensbiologie oder der Erlebnispädagogik verbreitete Ausdruck Nervenkitzel bezeichnet die Stimulierung  der nervösen Befindlichkeit eines Menschen.

## Begriff
Der Duden definiert den Begriff als „(mit angenehmen Gefühlen verbundene) Erregung der Nerven durch die Gefährlichkeit, Spannung einer Situation“. Diese Begriffsauslegung ist unpräzise und mit ihrem Klammereinschub wissenschaftlich so nicht haltbar. Sie unterstellt eine unmittelbare Verschmelzung von Gefährlichkeit der Situation und Glücksgefühl und damit eine masochistische Geisteshaltung. Psychologisch handelt es sich jedoch um eine Abfolge von Stimulus und Response, d. h. einen Auslöser in Form einer Reizung der Nerven durch die extreme Gefahr und einer Folgewirkung auf die Gefühle nach überstandener Gefahr. Das unmittelbare Gefahrenerlebnis, das auch ein Nahtod-Erlebnis sein kann und bisweilen an die Grenzen der physischen und psychischen Belastbarkeit führt, ist nicht mit angenehmen, sondern ganz im Gegenteil zunächst mit Unlustgefühlen wie Angst, Ekel oder Grauen verbunden. Erst in der Folge verwandelt es sich als Ergebnis dieser höchst unangenehmen, aber erfolgreich überstandenen Phase zu einem glückhaften Gefühlserlebnis. Dieses zwiespältige, widersprüchliche Phänomen wird in der Psychologie als Angst-Lust bezeichnet.

## Neurologische,  biosoziale und biochemische Aspekte
Das Zentralnervensystem braucht Reizmechanismen, um optimal arbeiten zu können. Beim Nervenkitzel bildet eine gefährliche, im Extremfall lebensgefährliche Bedrohung den Stimulus, der die nervöse Situationsbeherrschung bis zum Äußersten fordert. Die noch erträgliche Dosis der nervlichen Belastbarkeit hängt vom Naturell und von der Risikoerfahrung des einzelnen Hasardeurs ab. Sie kann von der relativ harmlosen Fahrt mit der Achterbahn im TÜV-geprüften Vergnügungspark über das Haitauchen im Schutzanzug oder Base-Jumping von einem Wolkenkratzer bis zum nur durch eine glückliche Schicksalsfügung lebend überstehbaren Autorennen reichen und entsprechend unterschiedliche objektive Gefährdungsrisiken enthalten.

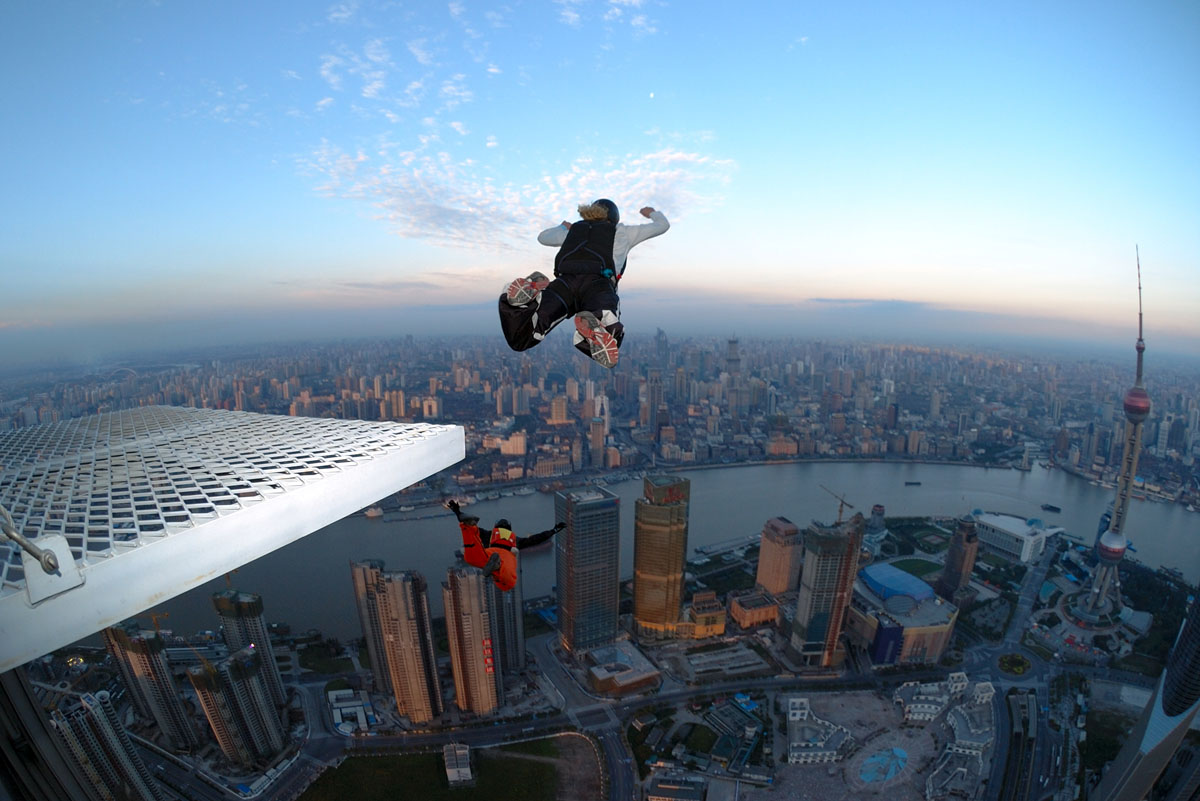
Base-Jumping von einem Wolkenkratzer in Shanghai

Bei einer  hoch erregenden Wagnishandlung spielen sich gleichzeitig biochemische Prozesse ab, die das psychische mit einem physischen Erleben verbinden und damit zu einer ganzheitlichen Erfahrung gestalten. Auslöser sind sogenannte Neurotransmitter, die in Sportlerkreisen auch als Glückshormone bezeichnet werden. Die körpereigenen Substanzen wie Dopamin, Noradrenalin,  Serotonin oder Endorphine können bei dieser hochgradigen Nervenbeanspruchung zur Ausschüttung kommen und auf der Gefühlsebene intensive Glücksmomente zur Folge haben, was durch das Streben nach dem Nervenkitzel intendiert wird.
Das auf naturwissenschaftlicher Ebene im wertneutralen Bereich verbleibende Phänomen des Nervenkitzels wird in der geisteswissenschaftlichen Analyse auch unter ethischen Gesichtspunkten betrachtet.

## Psychologische und pädagogische  Bedeutung
Die Notwendigkeit einer kontrollierten Reizintensivierung für die Lernprozesse und die Persönlichkeitsentwicklung sowie die Bedeutung von Spannung und Abenteuer für die Gestaltung eines positiven Lebensgefühls von Kindern und Jugendlichen sind pädagogisch heute unbestritten.
Die Rechtfertigung ergibt sich aus den systematischen Beobachtungen der natürlichen Lernvorgänge und den didaktischen Folgerungen: Ein individuell abgestimmtes Reizniveau befördert den Lernerfolg, wie aus den Yerkes-Dodsonschen Reizgesetzen hervorgeht.

## Gesellschaftliche Bedeutung
Das Bedürfnis breiter Bevölkerungsschichten nach erlebnishaltigen Aktivitäten, die aufregen und die Emotionen aufleben lassen, ist kein neues Phänomen unserer Zeit.
Beobachter der Wagnisszenen registrieren jedoch seit einigen Jahrzehnten einen zunehmenden Trend zu besonders gefahrenhaltigen Extremsportarten wie dem Free-Solo-Klettern oder dem Base-Jumping sowie zu lebensgefährlichen Spielen wie dem Balconing oder dem S-Bahn-Surfen. Die Medien sprechen zum Teil von einem „Spiel mit dem Tod“.
Als Motive werden dafür von der Forschung etwa die Reizarmut und ermüdende Eintönigkeit des Lebens- und Berufsalltags und das daraus resultierende Bedürfnis nach die Emotionen steigernden Tätigkeiten, aber auch das evolutionär angelegte Streben nach Austesten der persönlichen Leistungsgrenzen erkannt.
Das bisweilen übertriebene, bis an die Suchtgrenze gehende Streben nach Reizintensivierung und die oft die gesamte Freizeit ausfüllende Beschäftigung mit Glücks- und Killerspielen werden schon bei Kindern und Jugendlichen kritisiert. Der Nervenkitzel ist für die Spielsucht ein wichtiger Faktor. Der Reiz des Spiels ist so groß, dass der Spieler selbst bei großen Verlusten weitermacht, um ihn zu spüren.
Angebote der Erlebnispädagogik in Freizeit und Lehrerbildung sowie ein über eine integrierte Wagniserziehung veränderter Sportunterricht tragen jedoch auch der Notwendigkeit eines reflektierten Umgangs mit dem natürlichen Bedürfnis nach Reizoptimierung zunehmend Rechnung.
Im kommerziellen Sektor erfolgte in den letzten Jahren eine boomartige Steigerung des Angebots an Hochseilgärten, Abenteuerspielplätzen, Kletterhallen und entsprechenden betreuten Veranstaltungen mit einem gewissen Anteil an wagnishaltigen, auch die Eigenverantwortung aktivierenden Selbsterfahrungsmöglichkeiten. Sie etablierten sich als Gegenbewegung zu den eher passiv und fremdbestimmt vergnügenden Freizeitparks.

## Einzelbelege
1. ↑  Nervenkitzel, in duden.de, abgerufen am 25. Mai 2016.
2. ↑  Siegbert A. Warwitz: Wenn Weh und Wonne wechseln. Die Angst-Lust-Theorie. In: Ders.: Sinnsuche im Wagnis. Leben in wachsenden Ringen. Erklärungsversuche für grenzüberschreitendes Verhalten, 3. Auflage, Baltmannsweiler 2021. S. 142–167.
3. 1 2  Gert Semler: Die Lust an der Angst. Warum sich Menschen freiwillig extremen Risiken aussetzen. München 1994.
4. ↑  H. W. Krohne: Angst und Angstbewältigung. Stuttgart 1996.
5. ↑  Marvin Zuckerman: Behavioral Expressions and Biosocial Bases of Sensation Seeking. Cambridge 1994.
6. ↑  Josef Zehentbauer: Körpereigene Drogen. Die ungenutzten Fähigkeiten unseres Gehirns. Patmos Verlag 2003.
7. ↑  Siegbert A. Warwitz: Sensationssucht oder Sinnsuche. Thrill oder Skill. In: Ders.: Sinnsuche im Wagnis. Leben in wachsenden Ringen. Erklärungsversuche für grenzüberschreitendes Verhalten. 3., erweiterte Auflage. Verlag Schneider. Baltmannsweiler 2021. S. 296–308.
8. ↑  Theo Lang: Kinder brauchen Abenteuer. München 2006.
9. ↑  B. Runtsch  (Red.): Abenteuer – ein Weg zur Jugend ? Frankfurt 1993.
10. ↑  Siegbert A. Warwitz: Wie Kinder sich wagen, um Leben zu gewinnen. In: Ders.: Sinnsuche im Wagnis. Leben in wachsenden Ringen. Erklärungsversuche für grenzüberschreitendes Verhalten. 3., erweiterte Auflage. Verlag Schneider. Baltmannsweiler 2021. S. 1–12.
11. 1 2  Sacha-Roger Szabo: Rausch und Rummel. Attraktionen auf Jahrmärkten und in Vergnügungsparks. Eine soziologische Kulturgeschichte. Transcript. Bielefeld 2006.
12. ↑  Michael Apter: Im Rausch der Gefahr. Warum immer mehr Menschen den Nervenkitzel suchen. München 1994.
13. ↑  David Le Breton: Lust am Risiko. Frankfurt 1995.
14. ↑  Siegbert A. Warwitz: Warum Menschen sich gefährlichen Herausforderungen stellen. In: DAV (Hrsg.): Berg 2006. München-Innsbruck-Bozen. Seiten 96–111.
15. ↑  Andreas Huber: Das Leben als Thriller. Nervenkitzel oder Glückssache? In: Psychologie heute 6(1994) S. 64–69.
16. ↑  Norbert Gissel, Jürgen Schwier (Hrsg.): Abenteuer, Erlebnis und Wagnis. Perspektiven für den Sport in Schule und Verein. Hamburg 2003.